# الكنيس المتحد لليهودية المحافظة
الكنيس المتحد لليهودية المحافظة هي منظمة يهودية غير حكومية تضم عددًا من التجمعات اليهودية المحافظة في أمريكا الشمالية، وتُعد أكبر هيئة مجتمعية يهودية محافظة في العالم.
يعمل الكنيس المتحد لليهودية المحافظة ويتعاون بشكل وثيق مع كُل من الجمعية الحاخامية، والهيئة الدولية للحاخامات المحافظين، حيث يُنسق الكنيس المتحد لليهودية المحافظة ويُنظم أنشطة مجتمعاته الأعضاء على جميع المستويات.

## التاريخ
في 23 شباط (فبراير) من عام 1913 التقى ممثلو اثنين وعشرين تجمعًا يهوديًا في أمريكا الشمالية في المدرسة اللاهوتية اليهودية. وشكلوا معًا الممثلون الكنيس اليهودي الأمريكي المُتحد لتطوير وإدامة الحركة اليهودية المحافظة. وانتخبت المجموعة الحاخام سلومون شيشتر ليكون أول رئيس لمنظمة الكنيس اليهودي الأمريكي. أقيم الاجتماع الأول للمجلس التنفيذي للمنظمة بعد ذلك في نيسان (أبريل) عام 1913، والذي حُدّدت فيه الأهداف الرئيسية للمنظمة والتي تمثّلت في الولاء للتوراة، إلى جانب وضع المبادئ العامة للمنظمة والتي تمثلت في تعزيز مراعاة قوانين الطعام اليهودية يوم السبت للحفاظ على ماضي إسرائيل وتعزيز آليات استعادتها، والحفاظ على الصلاة اليهودية التقليدية بالعبرية لتعزيز اليهودية التقليدية في المنزل، ولتشجيع إنشاء مدارس دينية يهودية تشمل تعليمها دراسة اللغة العبرية وآدابها كعلاقة توحد الشعب اليهودي في جميع أنحاء العالم.
وفي عام 1991 تغير اسم منظمة الكنيس اليهودي الأمريكي ليحل محله الاسم الحالي للمنظمة وهو الكنيس المتحد لليهودية المحافظة.

## الفروع
كان لمنظمة الكنيس المتحد لليهودية المحافظة 572 تجمعًا تابعًا في أجميع أنحاء الولايات المتحدة الأمريكية في عام 2017.

## البرامج
ترعى منظمة الكنيس المتحد لليهودية المحافظة البرامج الآتية:
- شباب الكنيس المتحد: وهي حركة شبابية تابعة للمنظمة يتمثل دورها الرئيسي في تمكين الشباب اليهودي من تطوير الصداقات ومهارات القيادة والشعور بالانتماء إلى الشعب اليهودي والمشاركة العميقة مع إسرائيل وحبها والالتزام بإلهام الحياة اليهودية من خلال تجارب هادفة وممتعة تستند إلى أيديولوجية اليهودية المحافظة.
- برنامج ناتيف: وهو برنامج يستمر لعام واحد لسد الفجوة الأكاديمية في إسرائيل للطلاب الجدد في المدرسة اللاهوتية.
- مدرسة يشيفا المحافظة في القدس: وهي مجتمع تعليمي تابع لمنظمة الكنيس المتحد لليهودية المحافظة في إسرائيل.